# Overgangsprogramma
Het overgangsprogramma is een in 1938 door Leon Trotski geschreven programma.
Die periode werd gekenmerkt door een intense militaire voorbereiding van de Tweede Wereldoorlog.
Trotski schrijft hierin:
"Dit programma kan zonder de val van de bureaucratie, die zich door geweld en bedrog in stand houdt, niet verwezenlijkt worden. Slechts een zegevierende revolutionaire opstand van de onderdrukte massa’s kan het Sovjet-regime herboren doen worden en zijn verdere ontwikkeling naar het socialisme waarborgen. Slechts de partij van de vierde Internationale is in staat om de Sovjet-massa’s naar de opstand te leiden." 